# Gadissie Edato
Gadissie Edato (ur. 15 marca 1973) – etiopska lekkoatletka, biegaczka długodystansowa.
W 1994 wywalczyła srebrny medal w mistrzostwach świata w sztafecie maratońskiej uzyskując na swojej (10-kilometrowej) zmianie czas 33:47. Podczas igrzysk olimpijskich w Sydney (2000) zajęła 36. miejsce w maratonie z czasem 2:42:29.

## Rekordy życiowe
- Bieg maratoński – 2:29:57 (1999)